# Décembre 1907

## Événements
- Nouvelle émigration de Lénine (fin en 1917).

- 8 décembre : début du règne de Gustave V, roi de Suède (fin en 1950).

- 17 décembre : Ugyen Wangchuk est élu et devient le premier roi héréditaire du Bhoutan, fondant une dynastie qui règne toujours sur le pays.

- 21 décembre (Chili) : grève dans les mines de salpêtre d’Iquique dont la répression fait 2000 morts.

- 30 décembre, France : promulgation du décret de création de douze Brigades Mobiles régionales de police judiciaire (les « Brigades du Tigre »).

## Naissances
- 7 décembre : Fred Rose, militant communiste († 16 mars 1983).
- 22 décembre : Peggy Ashcroft, comédienne britannique († 14 juin 1991).
- 24 décembre : John Cody, cardinal américain, archevêque de Chicago († 25 avril 1982).
- 25 décembre : 
  - Élisabeth Lacoin, écrivaine française († 25 novembre 1929).
  - Cab Calloway, musicien de jazz américain († 18 novembre 1994).

## Décès
- 31 décembre : Jules de Trooz, homme politique belge (° 21 février 1857).